# カオライン県

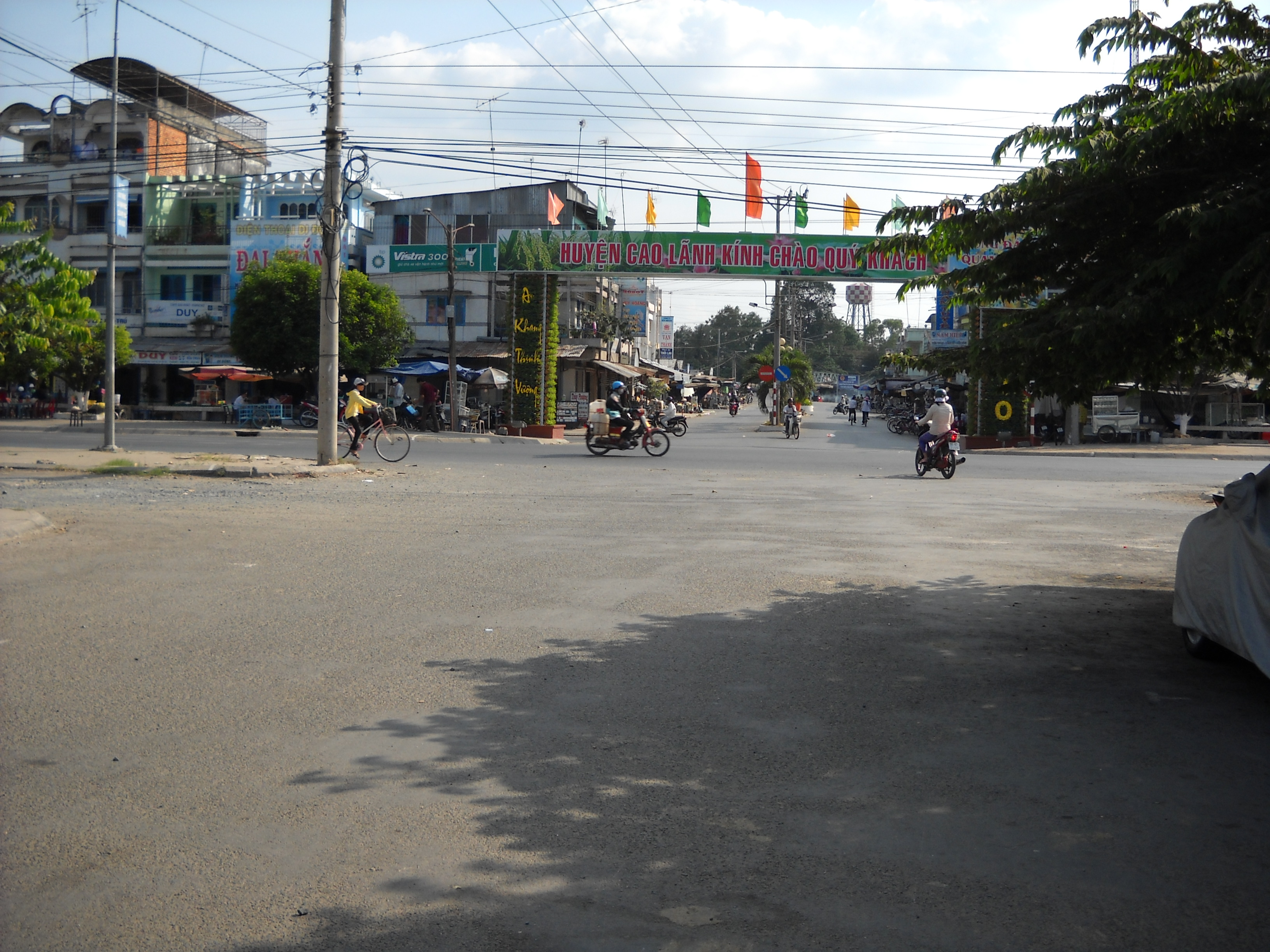
市街地の街並み

カオライン県（カオラインけん、ベトナム語：Huyện Cao Lãnh / 縣高嶺?  発音）は、ベトナム社会主義共和国ドンタップ省の県。面積は491km²、人口は197,614人（2019年）である。

## 行政区画
1市鎮17社から構成される。